# Malla (moneda)
Malla és el nom que rep la meitat d'una unitat monetària. En particular a Mallorca és el nom que pren el mig diner, el valor més baix del sistema monetari mallorquí, però que només va ser batut durant el període independent i la primera emissió de Pere el Cerimoniós (1300-1348). A partir d'aleshores, el valor més baix va passar a ser el diner.